# Mabel Keaton Staupers
Mabel Keaton Staupers, geborene Mabel Doyle (* 27. Februar 1890 in Barbados; † 29. November 1989 in Washington, D.C.), war eine afroamerikanische Krankenschwester. Sie kämpfte für die Beendigung der Rassendiskriminierung farbiger Pflegekräfte innerhalb der Streitkräfte der Vereinigten Staaten und ebnete ihnen den Weg in das United States Army Nurse Corps. Sie veränderte auch die diskriminierende Haltung anderer Bildungseinrichtungen wie auch in Organisationen und Institutionen der Pflege.
Mabel Doyle wurde am 27. Februar 1890 in Barbados geboren. Sie zog mit 13 Jahren gemeinsam mit ihrer Mutter Pauline Doyle nach Harlem, New York City. Ihr Vater Thomas Doyle folgte ihnen einige Jahre später. Mabek Doyle besuchte die Freedmen’s Hospital School of Nursing in Washington, D.C.; 1917 erhielt sie sowohl die amerikanische Staatsbürgerschaft als auch den Abschluss als anerkannte Krankenschwester. Im selben Jahr heiratete sie James Max Keaton, von dem sie sich 1917 scheiden ließ. Während sie als private Krankenschwester in New York und Washington D.C. arbeitete, half Mabel Keaton beim Aufbau und der Organisation des Booker T. Washington Sanatorium für schwarze Tuberkulosekranke. Dieses Krankenhaus war eines der wenigen, dass es farbigen Ärzten erlaubte, Patienten zu behandeln. Von 1920 bis 1922 arbeitete sie in der Klinikleitung, 1931 heiratete sie Fritz C. Staupers († 1949) und übernahm bis 1934 die Geschäftsführung des Harlem Tuberculosis Committee.
Ab 1934 übernahm Maple Staupers sie die Geschäftsleitung der National Association of Colored Graduate Nurses (NACGN), bis sie 1949 die Präsidentschaft übernahm. Gemeinsam mit der Präsidentin der NACGN Estelle Masse Riddlen kämpfte sie für die volle Integration der farbigen Schwestern in die professionelle Pflege und die überwiegend weißen Berufsverbände. 1935 nahm Staupers an der von Mary McLeod Bethune organisierten Gründungsveranstaltung des National Council of Negro Women teil.
Während des Zweiten Weltkrieges waren in den U.S. Streitkräften gemäß einer strikten Quote nur 48 afroamerikanische Krankenschwestern im United States Army Nurse Corps erlaubt; diese unterlagen zusätzlich der Rassentrennung innerhalb des Corps. Um dies zu ändern und öffentliche Aufmerksamkeit auf das Problem zu lenken, organisierte Staupers Veranstaltungen und Demonstrationen, an denen sowohl schwarze wie auch weiße Pflegeorganisationen sich beteiligten. Die First Lady Eleanor Roosevelt traf sich schließlich 1944 mit Staupers und ließ sich von ihr schildern mit welchen Schwierigkeiten die farbigen Pflegekräfte konfrontiert wurden. Am 10. Januar 1945 änderten die U.S. Streitkräfte schließlich ihre Politik der Rassendiskriminierung und -trennung und öffnete die Ränge des Armed Forces Nurse Corps für alle Pflegekräfte ungeachtet ihrer Hautfarbe. Staupers dokumentierte diesen Kampf in dem Buch No Time for Prejudice: A Story of the Integration of Negroes in Nursing in the United States (dt. Keine Zeit für Vorurteile: Eine Geschichte der Integration der Neger in die Pflege der Vereinigten Staaten). Die American Nurses Association (ANA) folgte dieser Entscheidung der Streitkräfte und erlaubte ab 1948 afroamerikanischen Pflegekräften die Mitgliedschaft.
Für ihren Einsatz zur Beendigung der Diskriminierung farbiger Pflegekräfte wurde ihr 1951 von der National Association for the Advancement of Colored People die Spingarn Medal verliehen. Am 29. November 1989 starb Maple Keaton Staupers in Washington D.C. an einer Lungenentzündung. Posthum wurde sie 1996 in die ANA Hall of Fame aufgenommen.